# Lágrima Ríos
Lágrima Ríos, nom de scène de Lida Melba Benavídez Tabárez, née le 26 septembre 1924 dans le Durazno et morte le 25 décembre 2006 à Montevideo, est une chanteuse de candombe et de tango d'origine afro-uruguayenne. Elle est également connue sous le nom de « Perle noire du tango » et de « Dame du candombe ». 
Son interprétation du tango Vieja viola de Humberto Correa est citée en 2010 dans le livre Les 1001 albums qu'il faut avoir écoutés dans sa vie.

## Origine du nom de scène
Alberto Mastra, son professeur, avant de l'intégrer dans l'un de ses célèbres trios, lui a dit :

« Nous allons changer ton nom, tu peux choisir entre Armonía et Lágrima. Elle a choisi Lágrima, parce que les larmes ne sont pas toujours tristes ; les plus grandes joies peuvent aussi nous faire pleurer. Cet après-midi, dans sa maison de la rue Durazno, au sud, elle a pleuré en se souvenant de sa mère, avec la dévotion que seul un enfant élevé dans un foyer aimant peut manifester. Dans les années de Lida del Río d'abord et de Lágrima Ríos ensuite, elle a incarné la voix féminine du candombe. »

## Biographie
Lida Benavídez est née à Durazno, en Uruguay, dans une modeste maison située au 61, rue Baltasar Brum, que l'on peut encore voir aujourd'hui. Elle est née le 26 septembre 1924, selon sa biographie, mais son acte de naissance indique qu'elle est née le 8 octobre de la même année (l'acte indique également qu'elle est née dans une maison de la rue Ituzaingó à Durazno).
À sa naissance, sa mère avait quinze ans, alors que l'acte de naissance indique qu'elle en avait seize. Lágrima n'a jamais connu son père, mais elle était proche de ses grands-parents maternels. La grand-mère arrivée en Uruguay avec un groupe d'esclaves qui se sont échappés du Brésil, malgré sa pauvreté, a aidé sa fille adolescente à élever la jeune Lágrima. Lorsque ses grands-parents se sont installés à Montevideo, ils ont enseigné différents styles de danse à d'autres Noirs. 
Enfant, Lágrima Ríos a vécu dans une extrême pauvreté. Cependant, malgré le manque d'argent et de confort, elle savait qu'elle voulait devenir danseuse. Lorsqu'elle était très jeune, sa mère a quitté la ville de Durazno et elles ont vécu dans différents endroits de la capitale. Elles ont souvent déménagées, car sa mère acceptait n'importe quel travail. 
Elle écoutait la musique qui passait sur les radios de ses voisins, tandis que sa mère travaillait comme femme de ménage, cuisinière et blanchisseuse. Elle mémorisait la musique et les paroles, puis chantait et dansait avec la musique. Lágrima a raconté plus tard qu'à l'âge de trois ans, elle est tombée amoureuse du chant en écoutant les disques dans les maisons où sa mère travaillait.
Elle a d'abord travaillé comme femme de ménage. La maison où elle travaillait possédait une radio qui lui permettait d'écouter la musique. Elle écoutait la musique de toutes les classes sociales et mémorisait les paroles. Le piano qui se trouvait dans la maison l'a éblouie et elle a appris à l'accorder et, finalement, à en jouer. Plus tard, elle a travaillé comme cuisinière pour un ambassadeur des États-Unis, ce qui lui a permis de se familiariser avec le blues et d'autres styles de musique américains qu'elle a appris à chanter avec force et émotion.
Lágrima a eu un fils de son premier mariage et l'a appelé Eduardo. 

### Carrière professionnelle
En 1956, elle remporte un concours de chant organisé par le journal La Tribuna Popular et la station de radio CX24 et adopte le nom de scène de « Lágrima Ríos », puis chante avec plusieurs groupes célèbres.
Elle meurt à Montevideo à l'âge de 82 ans.

## Honneur
L'astéroïde (20054) Lágrimaríos est nommé en son honneur.